# 兰村 (汝拉省)
兰村（法語：Lains，法語發音：[lɛ̃]）是法国汝拉省的一个旧市镇，属于隆斯勒索涅区。2017年1月1日，兰村和相邻的另外两个市镇合并为新市镇蒙兰西亚（Montlainsia），兰村为新市镇行政中心。

## 地理
兰村（46°23'26"N, 5°29'14"E）面积9.81 平方千米，位于法国勃艮第-弗朗什-孔泰大區汝拉省，该省份为法国东部内陆省份，北起上索恩省，西北接科多尔省，西临索恩-卢瓦尔省，南至安省，东与杜省和瑞士接壤。
与兰村接壤的市镇（或旧市镇、城区）包括：蒙特勒韦、拉布瓦西耶尔、沙尔诺、代西亚、德拉姆莱、蒙塔尼亚-勒唐普利耶、圣于连、瓦卢斯河畔瓦尔凡、沙尔诺新城、瓦勒叙朗。
兰村的时区为UTC+01:00、UTC+02:00（夏令时）。

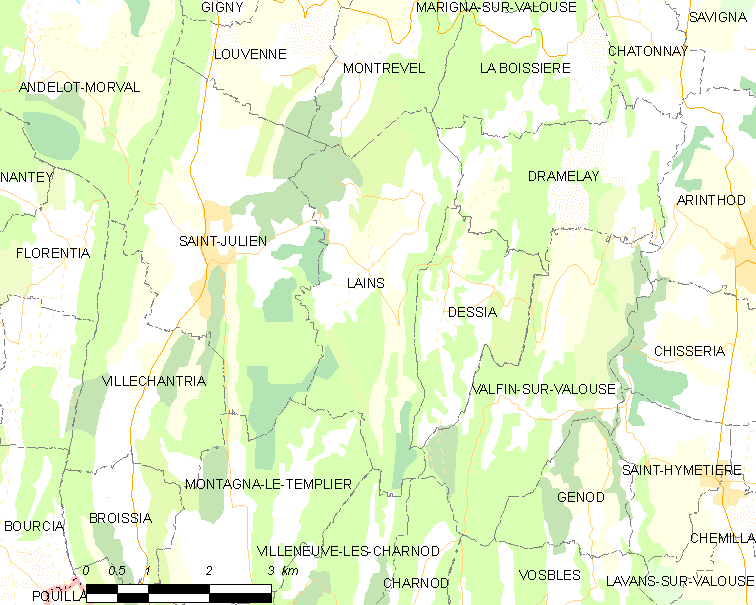
兰村的OSM定位图

## 行政
兰村的邮政编码为39320，INSEE市镇编码为39273。

## 政治
兰村所属的省级选区为圣阿穆尔县。

## 人口

1962-2008年间兰村人口变化图示

兰村于2018年1月1日时的人口数量为80人。